# Shadok (Strasbourg)
Pour l’article homonyme, voir Les Shadoks.

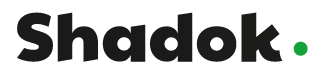
Le logo du Shadok

Le Shadok est un tiers-lieu des cultures numériques à Strasbourg.
Le nom du lieu est inspiré de la série télévisée Les Shadoks.
Le Shadok est situé au sein du Pôle Seegmuller, dans un bâtiment des années 1930 désaffecté depuis 2000.
Le Shadok, lieu dédié à l’initiation et à la sensibilisation au numérique responsable, se distingue par une programmation diversifiée.
Son objectif est double : faciliter l’appropriation des outils numériques par des formations complètes alliant théorie et pratique, tout en créant un espace privilégié pour une réflexion critique sur nos usages numériques quotidiens et bien plus.
En qualité de centre de ressources pour le territoire, le Shadok est accessible à l’ensemble des habitants et habitantes, offrant ainsi une opportunité inclusive d’exploration et de compréhension approfondie des enjeux liés au numérique.

## Historique du projet

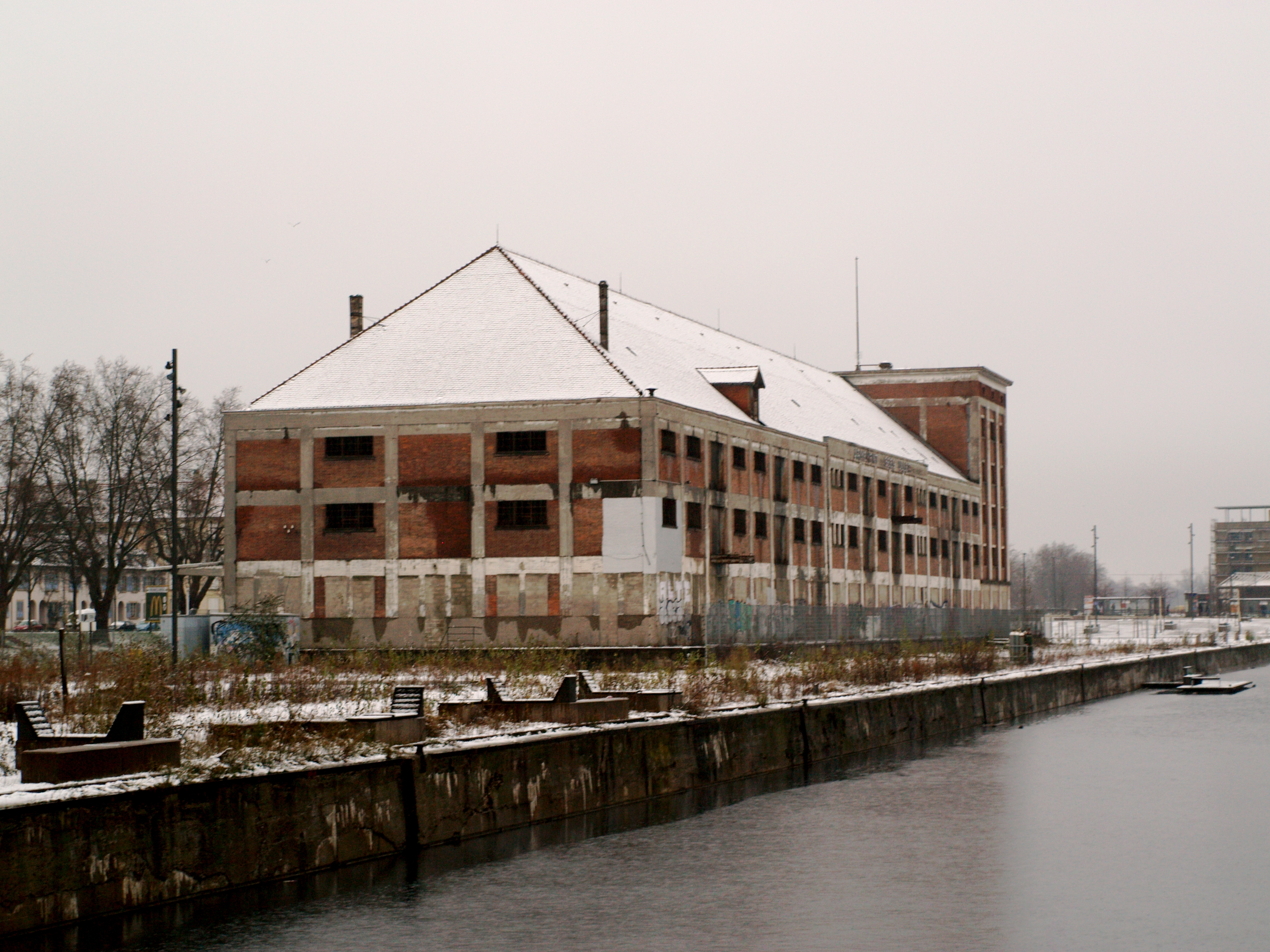
Le Pôle Seegmuller avant sa rénovation

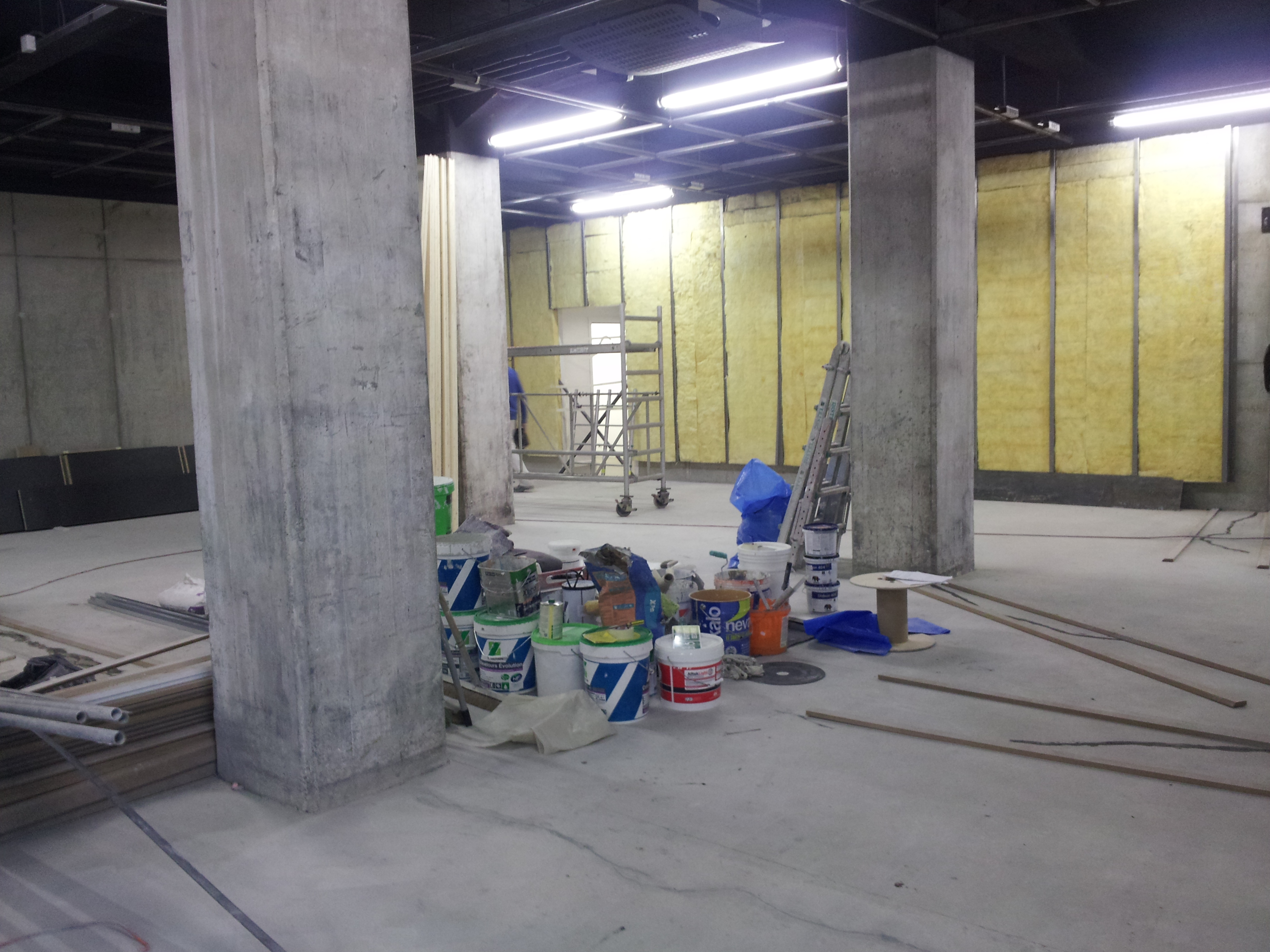
Le chantier du Shadok

Le projet fut à l'origine porté par la mairie de Strasbourg et Strasbourg Eurométropole.
Il était prévu depuis 2011 d'implanter un pôle dédié aux technologies de l'information et de la communication au sein du Pôle Seegmuller,.
L'ouverture du lieu en mars 2015,fut précédée d'une saison « hors les murs » avec des interventions d'artistes comme Luc Schuiten.
Le projet a été primé en octobre 2014 dans le cadre d'un appel à projets organisé par le ministère de la Ville, de la Jeunesse et des Sports.
Il a reçu en décembre 2014 le label argent « Territoire Innovant ».
Le projet a également été présenté dans le cadre de la candidature du pôle métropolitain Strasbourg-Mulhouse au label French Tech.
Du 17 au 21 décembre 2019, les locaux alors inoccupés sont squattés par des manifestants dénonçant le manque d'utilisations du lieu
À la suite d'une délégation de service public le 1er janvier 2024, sa gestion est aujourd'hui assurée par l'association la Cybergrange, à la tête d'un consortium d'acteurs de la médiation numérique (la Ligue de l'Enseignement 67, Emmaüs Connect, Random Bazar et la Longevity Music School).
À travers une programmation pluridisciplinaire et gratuite, le lieu propose à la fois une appropriation des outils par des formations alliant théorie et pratique, mais aussi un espace de réflexion critique autour de nos usages numériques.
Sa devise ? 
Pour un numérique responsable, utile et créatif, à la portée de toutes et tous !

## Composition
L'espace du Shadok fait 2 000 m2 et comprend :
- Un espace de cotravail ;
- Un café bar, Le Dok ;

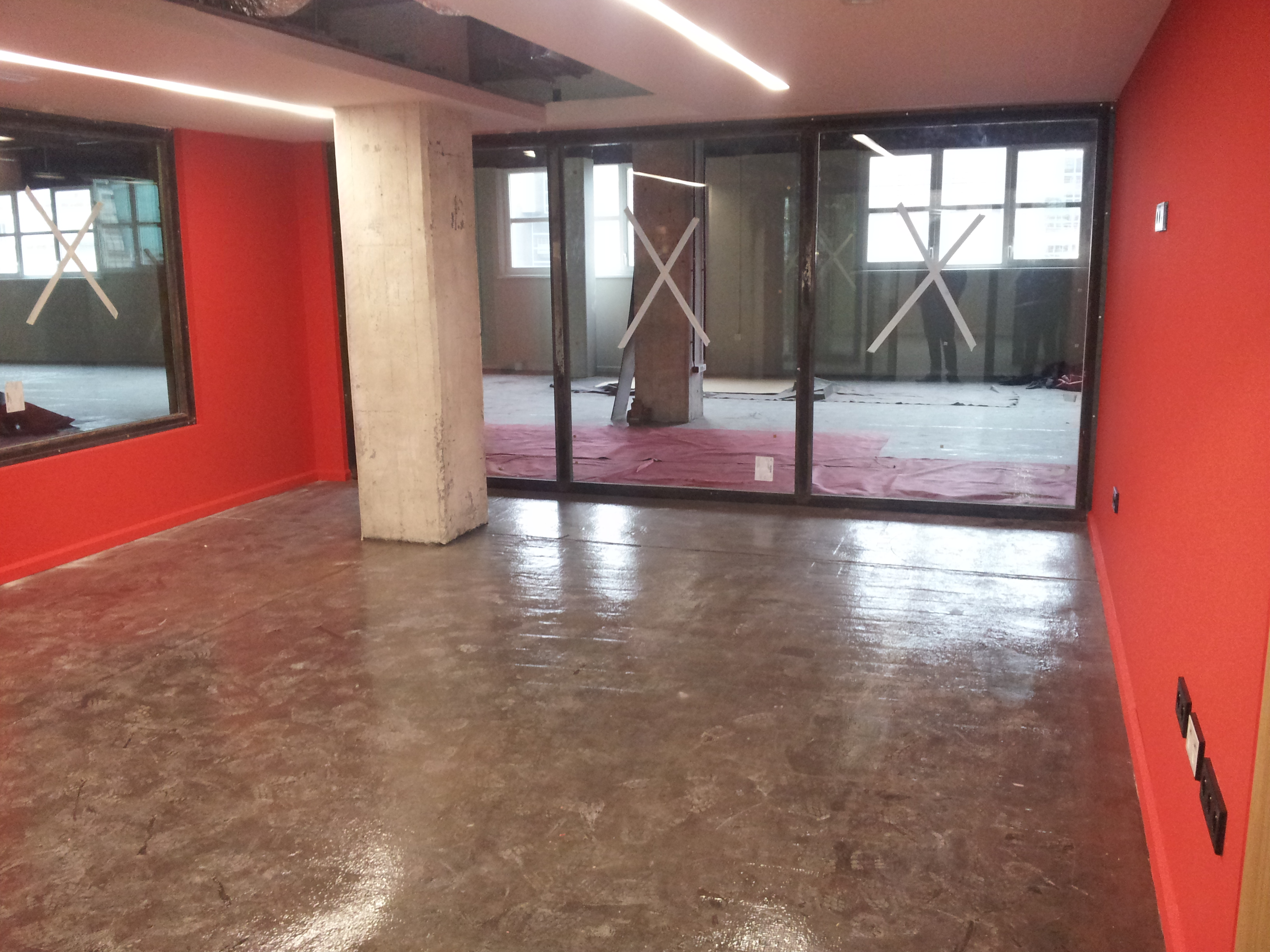
Une des salles de réunion du Shadok

- Des espaces d'ateliers, d'expositions et de conférences.